# Playa Ballena Sur
Der Playa Ballena Sur (spanisch für Südlicher Walstrand) ist ein Strand im Norden der Livingston-Insel im Archipel der Südlichen Shetlandinseln. Auf der Ostseite des Kap Shirreff liegt er im südlichen Uferabschnitt der Bahía Mansa und wird nördlich vom Punta Ballena begrenzt.
Wissenschaftler der 45. Chilenischen Antarktisexpedition (1990–1991) benannten ihn in Anlehnung an die Benennung der benachbarten Landspitze, in deren Umgebung sie Skelette von Walen gefunden hatten.